# Leonid Tielatnikow
Leonid Pietrowicz Tielatnikow (ros. Леонид Петрович Телятников, ur. 25 stycznia 1951 we wsi Wwiedienka w obwodzie kustanajskim, zm. 2 grudnia 2004 w Kijowie) – dowódca zakładowej straży pożarnej Czarnobylskiej Elektrowni Jądrowej kierujący akcją gaszenia pożaru po katastrofie z 1986, Bohater Związku Radzieckiego (1986).

## Życiorys
Leonid Tielatnikow urodził się 25 stycznia 1951 we wsi Wwiedienka w obwodzie kustanajskim (ob. Kazachstan). Po ukończeniu szkoły średniej pracował jako elektryk w zakładzie remontu samochodów w Kustanaju. W 1968 roku rozpoczął służbę w organach MSW ZSRR. W 1971 roku ukończył z wyróżnieniem naukę w Swierdłowskiej Szkole Pożarniczo-Technicznej w Swierdłowsku. Po ukończeniu szkoły służył na stanowisku inspektora ochrony przeciwpożarowej, a w latach 1973-1974 - inspektora wydziału państwowej ochrony pożarniczej Miejskiego Zarządu Spraw Wewnętrznych w Rudnym. W 1978 roku ukończył Wyższą Szkołę Pożarniczo-Techniczną w Moskwie. Po ukończeniu uczelni zajmował stanowiska naczelnika Państwowej Zmilitaryzowanej Ochrony Przeciwpożarowej Miejskiego Zarządu Spraw Wewnętrznych w Kustanaju i (w latach 1980-1982) zastępcy naczelnika kustanajskiej Zmilitaryzowanej Jednostki Pożarniczej nr 69.
Od 1982 roku służył jako starszy inżynier grupy ds. nadzoru szczególnie ważnych obiektów Rejonowego Zarządu Spraw Wewnętrznych w Kijowie. W latach 1983–1986 - naczelnik 2 Zmilitaryzowanej Jednostki Pożarniczej Kijowskiego Obwodowego Zarządu Spraw Wewnętrznych w Prypeci zajmującej się ochroną przeciwpożarową Czarnobylskiej Elektrowni Jądrowej.
W nocy z 25 na 26 kwietnia 1986 r. major Tielatnikow pełnił bezpośrednie dowództwo nad akcją gaśniczą głównej hali reaktora nr IV Czarnobylskiej Elektrowni. W wyniku podjętych przez niego działań udało się nie dopuścić do rozprzestrzenienia się ognia i ostatecznie ugasić pożar. W wyniku długotrwałego przebywania w strefie zagrożenia otrzymał bardzo wysoką dawkę promieniowania – 520 rem (ok. 5,2 Sv), co spowodowało chorobę popromienną.
Po długotrwałym leczeniu, od jesieni 1986 r. kontynuował służbę w MSW ZSRR, zajmując stanowisko naczelnika sektora doświadczalnego laboratorium pożarniczego. W latach 1989–1993 był zastępcą naczelnika wydziału w Zarządzie Bezpieczeństwa Przeciwpożarowego Kijowskiego Obwodowego Zarządu Spraw Wewnętrznych, w latach 1993-1995 zastępcą szefa Głównego Zarządu Ochrony Pożarowej MSW Ukrainy, a w 1995 roku – zastępcą szefa Zarządu Państwowej Ochrony Przeciwpożarowej MSW Ukrainy. Służbę zakończył w 1995 roku w stopniu generała majora.
W 1998 roku kierował Stowarzyszeniem Ochotniczych Straży Pożarnych Kijowa. Był także założycielem kijowskiego ruchu młodzieżowego „Młody Strażak”. 
Generał Tielatnikow zmarł w wyniku choroby nowotworowej 2 grudnia 2004 roku. Pochowany został na Cmentarzu Bajkowa w Kijowie.

## Odznaczenia
- Dekretem Prezydium Rady Najwyższej ZSRR z dnia 25 września 1986 roku, Leonid Tielatnikow „za męstwo, odwagę i poświęcenie przy likwidacji następstw katastrofy w Czarnobylskiej Elektrowni Jądrowej” został odznaczony tytułem Bohatera Związku Radzieckiego oraz Orderem Lenina[3].
- 26 kwietnia 1996, ówczesny prezydent Ukrainy Łeonid Kuczma, za wyjątkową osobistą odwagę i poświęcenie, oraz profesjonalizm, jakim wykazał się w czasie likwidacji skutków katastrofy w Czarnobylskiej Elektrowni Jądrowej, odznaczył Leonida Tielatnikowa Krzyżem za odwagę[4].
- medale ZSRR i Ukrainy.